# 예비 장교 훈련단
예비 장교 훈련단(豫備將校訓練團, 영어: Reserve Officers' Training Corps, ROTC)는 장교 양성 제도 중 하나이다. 
기본 개념은 국가긴급상황이 발생해 병력충원방식을 징병제로 전환할 때 장교로 징병할 인원을 미리 육성시키는 제도로서 따라서 정규 장교가 아닌 임시장교제도로 Reserve(임시) Officers’(장교) Training(훈련) Corps(과정)이 ROTC의 진짜 의미이다. 이 때문에 ROTC는 예비역 소위를 육성하는 것을 기본 방침으로는 하되, 훈련받은 인원 중 매우 뛰어난 극히 일부의 인원만 현역 장교로서 배치하도록 되어 있다. 
미군 ROTC의 경우 전체 인원의 5%만 현역 소위로 배치하며 나머지 95%는 예비역 소위로, 소위 임관과 동시에 전역한다. 
미국은 이러한 정통 ROTC 방식으로 장교를 양성하기 때문에 ROTC 출신은 어지간해서는 현역으로 복무시키지 않으며 이 때문에 캘리포니아 대학교 버클리 ROTC 출신인 윌리엄 F. 딘은 1921년에 소위로 임관하자 미국 연방 육군으로 배치되지 못하고 캘리포니아 주방위군으로 배치되었다가 1923년 중위때 미국 연방 육군으로 전군해서야 본격적으로 군 커리어를 시작했다.